# 20e étape du Tour d'Italie 2025
Pour un article plus général, voir Tour d'Italie 2025.
La 20e étape du Tour d'Italie 2025 se déroule le samedi 31 mai 2025 entre Verrès, dans la Vallée d'Aoste, et Sestrières, dans le Piémont, sur une distance de 203 km.

## Parcours
La première partie de cette dernière étape de montagne présente un profil accidenté mais grandes difficultés. Après l'ascension du col du Lys (col de 2e catégorie) franchi à mi-parcours, la fin de l'étape se corse avec la longue ascension de 18,5 km du col du Finestre (col de 1re catégorie, altitude de 2 178 m) atteint à 27,5 km de l'arrivée. Après la descente de ce col, les coureurs entament la dernière montée de ce Giro vers une arrivée 
au sommet de Vialattea à Sestrières reprise comme col de 3e catégorie.

## Déroulement de la course
Au pied du col du Finestre, à 45 kilomètres de l'arrivée, une échappée de 31 coureurs mène la course avec plus de dix minutes d'avance sur le groupe maillot rose. Très vite, ce groupe de fuyards éclate et, après trois kilomètres d'ascension, Alessandro Verre (Arkéa-B&B Hotels) et Chris Harper (Jayco AlUla) s'isolent en tête. Dans le groupe maillot rose, Richard Carapaz est le premier à lancer les hostilités mais le maillot rose Isaac Del Toro puis Simon Yates reviennent sur lui. À 15 kilomètres du sommet, c'est au tour de Simon Yates de lancer une attaque. Il parvient à décrocher Del Toro et Carapaz et creuse progressivement un écart sur ce duo qui se regarde. Au franchissement du col du Finestre (27,5 km du terme), Harper passe seul en tête avec une avance d'une petite vingtaine de secondes sur Alessandro Verre, de 1 minute 45 secondes sur les premiers poursuivants issus de l'ancien groupe de tête, de 4 min 45 sec sur Simon Yates et 6 min 20 sec sur Del Toro et Carapaz. Dans la descente, Simon Yates est attendu par son équipier Wout van Aert qui faisait partie de l'échappée et qui lui ouvre la route pendant plusieurs kilomètres. Lors de l'ultime montée vers Sestrières, Chris Harper ne faiblit pas et assure sa victoire alors que Del Toro et Carapaz ne collaborent pas et se neutralisent. Alessandro Verre, deuxième, résiste au retour de Simon Yates qui prend plus de cinq minutes à Isaac Del Toro et à Richard Carapaz et ravit le maillot rose au jeune Mexicain.

## Résultats

### Classement de l'étape
| \| Classement de l'étape \| Classement de l'étape \| Classement de l'étape \| Classement de l'étape \| Classement de l'étape \| \| Coureur \| Coureur \| Pays \| Équipe \| Temps \| \| --------------------- \| --------------------- \| --------------------- \| ----------------------------- \| --------------------- \| \| 1er \| Chris Harper \| Australie \| Team Jayco AlUla \| 5 h 27 min 29 s \| \| 2e \| Alessandro Verre \| Italie \| Arkéa-B&B Hotels \| + 1 min 49 s \| \| 3e \| Simon Yates \| Royaume-Uni \| Team Visma \\| Lease a Bike \| + 1 min 57 s \| \| 4e \| Gianmarco Garofoli \| Italie \| Soudal Quick-Step \| + 3 min 52 s \| \| 5e \| Rémy Rochas \| France \| Groupama-FDJ \| + 3 min 57 s \| \| 6e \| Martin Marcellusi \| Italie \| VF Group-Bardiani CSF-Faizanè \| + 4 min 31 s \| \| 7e \| Carlos Verona \| Espagne \| Lidl-Trek \| + 4 min 31 s \| \| 8e \| Max Poole \| Royaume-Uni \| Team Picnic-PostNL \| + 6 min 45 s \| \| 9e \| Isaac Del Toro \| Mexique \| UAE Team Emirates XRG \| + 7 min 10 s \| \| 10e \| Giulio Pellizzari \| Italie \| Red Bull-Bora-Hansgrohe \| + 7 min 10 s \| |                    |             |                               |                 |
| |                    |             |                               |                 |
| Source : ProCyclingStats |                    |             |                               |                 |
| Classement de l'étape |                    |             |                               |                 |
| Coureur | Coureur            | Pays        | Équipe                        | Temps           |
| 1er | Chris Harper       | Australie   | Team Jayco AlUla              | 5 h 27 min 29 s |
| 2e | Alessandro Verre   | Italie      | Arkéa-B&B Hotels              | + 1 min 49 s    |
| 3e | Simon Yates        | Royaume-Uni | Team Visma \| Lease a Bike    | + 1 min 57 s    |
| 4e | Gianmarco Garofoli | Italie      | Soudal Quick-Step             | + 3 min 52 s    |
| 5e | Rémy Rochas        | France      | Groupama-FDJ                  | + 3 min 57 s    |
| 6e | Martin Marcellusi  | Italie      | VF Group-Bardiani CSF-Faizanè | + 4 min 31 s    |
| 7e | Carlos Verona      | Espagne     | Lidl-Trek                     | + 4 min 31 s    |
| 8e | Max Poole          | Royaume-Uni | Team Picnic-PostNL            | + 6 min 45 s    |
| 9e | Isaac Del Toro     | Mexique     | UAE Team Emirates XRG         | + 7 min 10 s    |
| 10e | Giulio Pellizzari  | Italie      | Red Bull-Bora-Hansgrohe       | + 7 min 10 s    |

### Points attribués pour le classement par points
| Sprint intermédiaire Rocca Canavese (km 64,5) | Sprint intermédiaire Rocca Canavese (km 64,5) | Sprint intermédiaire Rocca Canavese (km 64,5) | Sprint intermédiaire Rocca Canavese (km 64,5) | Sprint intermédiaire Rocca Canavese (km 64,5) |
| --------------------------------------------- | --------------------------------------------- | --------------------------------------------- | --------------------------------------------- | --------------------------------------------- |
|                                               | Coureur                                       | Pays                                          | Équipe                                        | Point(s)                                      |
| 1er                                           | Dries De Bondt                                | Belgique                                      | Decathlon AG2R La Mondiale Team               | 12                                            |
| 2e                                            | Wout van Aert                                 | Belgique                                      | Team Visma \| Lease a Bike                    | 8                                             |
| 3e                                            | Gianmarco Garofoli                            | Italie                                        | Soudal Quick-Step                             | 5                                             |
| 4e                                            | Manuele Tarozzi                               | Italie                                        | VF Group - Bardiani CSF - Faizanè             | 3                                             |
| 5e                                            | Milan Vader                                   | Pays-Bas                                      | Q36.5 Pro Cycling Team                        | 1                                             |
| modifier                                      |                                               |                                               |                                               |                                               |

| Sprint intermédiaire Chiusa di San Michele (km 137,1) | Sprint intermédiaire Chiusa di San Michele (km 137,1) | Sprint intermédiaire Chiusa di San Michele (km 137,1) | Sprint intermédiaire Chiusa di San Michele (km 137,1) | Sprint intermédiaire Chiusa di San Michele (km 137,1) |
| ----------------------------------------------------- | ----------------------------------------------------- | ----------------------------------------------------- | ----------------------------------------------------- | ----------------------------------------------------- |
|                                                       | Coureur                                               | Pays                                                  | Équipe                                                | Point(s)                                              |
| 1er                                                   | Wout van Aert                                         | Belgique                                              | Team Visma \| Lease a Bike                            | 12                                                    |
| 2e                                                    | Dries De Bondt                                        | Belgique                                              | Decathlon AG2R La Mondiale Team                       | 8                                                     |
| 3e                                                    | Mirco Maestri                                         | Italie                                                | Team Polti VisitMalta                                 | 5                                                     |
| 4e                                                    | Francesco Busatto                                     | Italie                                                | Intermarché - Wanty                                   | 3                                                     |
| 5e                                                    | Ethan Hayter                                          | Grande-Bretagne                                       | Soudal Quick-Step                                     | 1                                                     |
| modifier                                              |                                                       |                                                       |                                                       |                                                       |

| \| Arrivée d'étape Sestrières (km 205) \| Arrivée d'étape Sestrières (km 205) \| Arrivée d'étape Sestrières (km 205) \| Arrivée d'étape Sestrières (km 205) \| Arrivée d'étape Sestrières (km 205) \| \| ----------------------------------- \| ----------------------------------- \| ----------------------------------- \| ----------------------------------- \| ----------------------------------- \| \| \| Coureur \| Pays \| Équipe \| Point(s) \| \| 1er \| Chris Harper \| Australie \| Team Jayco AlUla \| 15 \| \| 2e \| Alessandro Verre \| Italie \| Arkéa - B&B Hotels \| 12 \| \| 3e \| Simon Yates \| Grande-Bretagne \| Team Visma \\| Lease a Bike \| 9 \| \| 4e \| Gianmarco Garofoli \| Italie \| Soudal Quick-Step \| 7 \| \| 5e \| Rémy Rochas \| France \| Groupama - FDJ \| 6 \| \| 6e \| Martin Marcellusi \| Italie \| VF Group - Bardiani CSF - Faizanè \| 5 \| \| 7e \| Carlos Verona \| Espagne \| Lidl - Trek \| 4 \| \| 8e \| Max Poole \| Grande-Bretagne \| Team Picnic PostNL \| 3 \| \| 9e \| Isaac Del Toro \| Mexique \| UAE Team Emirates XRG \| 2 \| \| 10e \| Giulio Pellizzari \| Italie \| Red Bull - BORA - hansgrohe \| 1 \| \| modifier \| \| \| \| \| |                    |                 |                                   |          |
| Arrivée d'étape Sestrières (km 205) |                    |                 |                                   |          |
| | Coureur            | Pays            | Équipe                            | Point(s) |
| 1er | Chris Harper       | Australie       | Team Jayco AlUla                  | 15       |
| 2e | Alessandro Verre   | Italie          | Arkéa - B&B Hotels                | 12       |
| 3e | Simon Yates        | Grande-Bretagne | Team Visma \| Lease a Bike        | 9        |
| 4e | Gianmarco Garofoli | Italie          | Soudal Quick-Step                 | 7        |
| 5e | Rémy Rochas        | France          | Groupama - FDJ                    | 6        |
| 6e | Martin Marcellusi  | Italie          | VF Group - Bardiani CSF - Faizanè | 5        |
| 7e | Carlos Verona      | Espagne         | Lidl - Trek                       | 4        |
| 8e | Max Poole          | Grande-Bretagne | Team Picnic PostNL                | 3        |
| 9e | Isaac Del Toro     | Mexique         | UAE Team Emirates XRG             | 2        |
| 10e | Giulio Pellizzari  | Italie          | Red Bull - BORA - hansgrohe       | 1        |
| modifier |                    |                 |                                   |          |

### Points attribués pour le classement du meilleur grimpeur
| Corio (km 69,2) 4e catégorie (6,5 km à 3,7%) | Corio (km 69,2) 4e catégorie (6,5 km à 3,7%) | Corio (km 69,2) 4e catégorie (6,5 km à 3,7%) | Corio (km 69,2) 4e catégorie (6,5 km à 3,7%) | Corio (km 69,2) 4e catégorie (6,5 km à 3,7%) |
| -------------------------------------------- | -------------------------------------------- | -------------------------------------------- | -------------------------------------------- | -------------------------------------------- |
|                                              | Coureur                                      | Pays                                         | Équipe                                       | Point(s)                                     |
| 1er                                          | Manuele Tarozzi                              | Italie                                       | VF Group - Bardiani CSF - Faizanè            | 3                                            |
| 2e                                           | Martin Marcellusi                            | Italie                                       | VF Group - Bardiani CSF - Faizanè            | 2                                            |
| 3e                                           | Kevin Geniets                                | Luxembourg                                   | Groupama - FDJ                               | 1                                            |
| modifier                                     |                                              |                                              |                                              |                                              |

| Col du Lys (km 115,7) 2e catégorie (13,7 km à 4,2%) | Col du Lys (km 115,7) 2e catégorie (13,7 km à 4,2%) | Col du Lys (km 115,7) 2e catégorie (13,7 km à 4,2%) | Col du Lys (km 115,7) 2e catégorie (13,7 km à 4,2%) | Col du Lys (km 115,7) 2e catégorie (13,7 km à 4,2%) |
| --------------------------------------------------- | --------------------------------------------------- | --------------------------------------------------- | --------------------------------------------------- | --------------------------------------------------- |
|                                                     | Coureur                                             | Pays                                                | Équipe                                              | Point(s)                                            |
| 1er                                                 | Manuele Tarozzi                                     | Italie                                              | VF Group - Bardiani CSF - Faizanè                   | 18                                                  |
| 2e                                                  | Jacopo Mosca                                        | Italie                                              | Lidl - Trek                                         | 8                                                   |
| 3e                                                  | Carlos Verona                                       | Espagne                                             | Lidl - Trek                                         | 6                                                   |
| 4e                                                  | Mads Pedersen                                       | Danemark                                            | Lidl - Trek                                         | 4                                                   |
| 5e                                                  | Enzo Paleni                                         | France                                              | Groupama - FDJ                                      | 2                                                   |
| 6e                                                  | Kevin Colleoni                                      | Italie                                              | Intermarché - Wanty                                 | 1                                                   |
| modifier                                            |                                                     |                                                     |                                                     |                                                     |

| Col du Finestre (km 177,5) Cima Coppi (18,4 km à 9,2%) | Col du Finestre (km 177,5) Cima Coppi (18,4 km à 9,2%) | Col du Finestre (km 177,5) Cima Coppi (18,4 km à 9,2%) | Col du Finestre (km 177,5) Cima Coppi (18,4 km à 9,2%) | Col du Finestre (km 177,5) Cima Coppi (18,4 km à 9,2%) |
| ------------------------------------------------------ | ------------------------------------------------------ | ------------------------------------------------------ | ------------------------------------------------------ | ------------------------------------------------------ |
|                                                        | Coureur                                                | Pays                                                   | Équipe                                                 | Point(s)                                               |
| 1er                                                    | Chris Harper                                           | Australie                                              | Team Jayco AlUla                                       | 50                                                     |
| 2e                                                     | Alessandro Verre                                       | Italie                                                 | Arkéa - B&B Hotels                                     | 30                                                     |
| 3e                                                     | Gianmarco Garofoli                                     | Italie                                                 | Soudal Quick-Step                                      | 20                                                     |
| 4e                                                     | Carlos Verona                                          | Espagne                                                | Lidl - Trek                                            | 14                                                     |
| 5e                                                     | Wout van Aert                                          | Belgique                                               | Team Visma \| Lease a Bike                             | 10                                                     |
| 6e                                                     | Rémy Rochas                                            | France                                                 | Groupama - FDJ                                         | 6                                                      |
| 7e                                                     | Martin Marcellusi                                      | Italie                                                 | VF Group - Bardiani CSF - Faizanè                      | 4                                                      |
| 8e                                                     | Simon Yates                                            | Grande-Bretagne                                        | Team Visma \| Lease a Bike                             | 2                                                      |
| 9e                                                     | Chris Hamilton                                         | Australie                                              | Team Picnic PostNL                                     | 1                                                      |
| modifier                                               |                                                        |                                                        |                                                        |                                                        |

| Sestrières (km 205) 3e catégorie (16,3 km à 3,8%) | Sestrières (km 205) 3e catégorie (16,3 km à 3,8%) | Sestrières (km 205) 3e catégorie (16,3 km à 3,8%) | Sestrières (km 205) 3e catégorie (16,3 km à 3,8%) | Sestrières (km 205) 3e catégorie (16,3 km à 3,8%) |
| ------------------------------------------------- | ------------------------------------------------- | ------------------------------------------------- | ------------------------------------------------- | ------------------------------------------------- |
|                                                   | Coureur                                           | Pays                                              | Équipe                                            | Point(s)                                          |
| 1er                                               | Chris Harper                                      | Australie                                         | Team Jayco AlUla                                  | 9                                                 |
| 2e                                                | Alessandro Verre                                  | Italie                                            | Arkéa - B&B Hotels                                | 4                                                 |
| 3e                                                | Simon Yates                                       | Royaume-Uni                                       | Team Visma \| Lease a Bike                        | 2                                                 |
| 4e                                                | Gianmarco Garofoli                                | Italie                                            | Soudal Quick-Step                                 | 1                                                 |
| modifier                                          |                                                   |                                                   |                                                   |                                                   |

### Points attribués pour le classement des sprints intermédiaires
| \| Red Bull KM Sprint Bergerie Le Casette (km 173,2) \| Red Bull KM Sprint Bergerie Le Casette (km 173,2) \| Red Bull KM Sprint Bergerie Le Casette (km 173,2) \| Red Bull KM Sprint Bergerie Le Casette (km 173,2) \| Red Bull KM Sprint Bergerie Le Casette (km 173,2) \| \| ------------------------------------------------- \| ------------------------------------------------- \| ------------------------------------------------- \| ------------------------------------------------- \| ------------------------------------------------- \| \| \| Coureur \| Pays \| Équipe \| Point(s) \| \| 1er \| Chris Harper \| Australie \| Team Jayco AlUla \| 15 \| \| 2e \| Alessandro Verre \| Italie \| Arkéa - B&B Hotels \| 8 \| \| 3e \| Carlos Verona \| Espagne \| Lidl - Trek \| 5 \| \| 4e \| Gianmarco Garofoli \| Italie \| Soudal Quick-Step \| 3 \| \| 5e \| Martin Marcellusi \| Italie \| VF Group - Bardiani CSF - Faizanè \| 1 \| \| modifier \| \| \| \| \| |                    |           |                                   |          |
| Red Bull KM Sprint Bergerie Le Casette (km 173,2) |                    |           |                                   |          |
| | Coureur            | Pays      | Équipe                            | Point(s) |
| 1er | Chris Harper       | Australie | Team Jayco AlUla                  | 15       |
| 2e | Alessandro Verre   | Italie    | Arkéa - B&B Hotels                | 8        |
| 3e | Carlos Verona      | Espagne   | Lidl - Trek                       | 5        |
| 4e | Gianmarco Garofoli | Italie    | Soudal Quick-Step                 | 3        |
| 5e | Martin Marcellusi  | Italie    | VF Group - Bardiani CSF - Faizanè | 1        |
| modifier |                    |           |                                   |          |

### Bonifications
|   | Coureur          | Pays      | Équipe             | Secondes |
| - | ---------------- | --------- | ------------------ | -------- |
| 1 | Chris Harper     | Australie | Team Jayco AlUla   | 6 s      |
| 2 | Alessandro Verre | Italie    | Arkéa - B&B Hotels | 4 s      |
| 3 | Carlos Verona    | Espagne   | Lidl - Trek        | 2 s      |

|   | Coureur          | Pays            | Équipe                     | Secondes |
| - | ---------------- | --------------- | -------------------------- | -------- |
| 1 | Chris Harper     | Australie       | Team Jayco AlUla           | 10 s     |
| 2 | Alessandro Verre | Italie          | Arkéa - B&B Hotels         | 6 s      |
| 3 | Simon Yates      | Grande-Bretagne | Team Visma \| Lease a Bike | 4 s      |

## Classements à l'issue de l'étape

### Classement général
| \| Classement général \| Classement général \| Classement général \| Classement général \| Classement général \| \| Coureur \| Coureur \| Pays \| Équipe \| Temps \| \| ------------------ \| ------------------ \| ------------------ \| -------------------------- \| ------------------ \| \| 1er \| Simon Yates \| Royaume-Uni \| Team Visma \\| Lease a Bike \| 79 h 18 min 42 s \| \| 2e \| Isaac Del Toro \| Mexique \| UAE Team Emirates XRG \| + 3 min 56 s \| \| 3e \| Richard Carapaz \| Équateur \| EF Education-EasyPost \| + 4 min 43 s \| \| 4e \| Derek Gee \| Canada \| Israel-Premier Tech \| + 6 min 23 s \| \| 5e \| Damiano Caruso \| Italie \| Bahrain Victorious \| + 7 min 32 s \| \| 6e \| Giulio Pellizzari \| Italie \| Red Bull-Bora-Hansgrohe \| + 9 min 28 s \| \| 7e \| Egan Bernal \| Colombie \| Ineos Grenadiers \| + 12 min 42 s \| \| 8e \| Einer Rubio \| Colombie \| Movistar Team \| + 13 min 05 s \| \| 9e \| Brandon McNulty \| États-Unis \| UAE Team Emirates XRG \| + 13 min 36 s \| \| 10e \| Michael Storer \| Australie \| Tudor Pro Cycling Team \| + 14 min 27 s \| |                   |             |                            |                  |
| |                   |             |                            |                  |
| Source : ProCyclingStats |                   |             |                            |                  |
| Classement général |                   |             |                            |                  |
| Coureur | Coureur           | Pays        | Équipe                     | Temps            |
| 1er | Simon Yates       | Royaume-Uni | Team Visma \| Lease a Bike | 79 h 18 min 42 s |
| 2e | Isaac Del Toro    | Mexique     | UAE Team Emirates XRG      | + 3 min 56 s     |
| 3e | Richard Carapaz   | Équateur    | EF Education-EasyPost      | + 4 min 43 s     |
| 4e | Derek Gee         | Canada      | Israel-Premier Tech        | + 6 min 23 s     |
| 5e | Damiano Caruso    | Italie      | Bahrain Victorious         | + 7 min 32 s     |
| 6e | Giulio Pellizzari | Italie      | Red Bull-Bora-Hansgrohe    | + 9 min 28 s     |
| 7e | Egan Bernal       | Colombie    | Ineos Grenadiers           | + 12 min 42 s    |
| 8e | Einer Rubio       | Colombie    | Movistar Team              | + 13 min 05 s    |
| 9e | Brandon McNulty   | États-Unis  | UAE Team Emirates XRG      | + 13 min 36 s    |
| 10e | Michael Storer    | Australie   | Tudor Pro Cycling Team     | + 14 min 27 s    |

### Classement par points
| Classement par points | Classement par points | Classement par points | Classement par points      | Classement par points |
| Coureur               | Coureur               | Pays                  | Équipe                     | Points                |
| --------------------- | --------------------- | --------------------- | -------------------------- | --------------------- |
| 1er                   | Mads Pedersen         | Danemark              | Lidl-Trek                  | 277 pts               |
| 2e                    | Olav Kooij            | Pays-Bas              | Team Visma \| Lease a Bike | 135 pts               |
| 3e                    | Wout van Aert         | Belgique              | Team Visma \| Lease a Bike | 127 pts               |
| 4e                    | Dries De Bondt        | Belgique              | Decathlon-AG2R La Mondiale | 119 pts               |
| 5e                    | Isaac Del Toro        | Mexique               | UAE Team Emirates XRG      | 109 pts               |
| 6e                    | Casper van Uden       | Pays-Bas              | Team Picnic-PostNL         | 88 pts                |
| 7e                    | Richard Carapaz       | Équateur              | EF Education-EasyPost      | 77 pts                |
| 8e                    | Alessandro Tonelli    | Italie                | Team Polti VisitMalta      | 76 pts                |
| 9e                    | Mirco Maestri         | Italie                | Team Polti VisitMalta      | 72 pts                |
| 10e                   | Orluis Aular          | Venezuela             | Movistar Team              | 68 pts                |

### Classement de la montagne
| Classement de la montagne | Classement de la montagne | Classement de la montagne | Classement de la montagne     | Classement de la montagne |
| Coureur                   | Coureur                   | Pays                      | Équipe                        | Points                    |
| ------------------------- | ------------------------- | ------------------------- | ----------------------------- | ------------------------- |
| 1er                       | Lorenzo Fortunato         | Italie                    | XDS Astana Team               | 355 pts                   |
| 2e                        | Christian Scaroni         | Italie                    | XDS Astana Team               | 201 pts                   |
| 3e                        | Nicolas Prodhomme         | France                    | Decathlon-AG2R La Mondiale    | 107 pts                   |
| 4e                        | Manuele Tarozzi           | Italie                    | VF Group-Bardiani CSF-Faizanè | 87 pts                    |
| 5e                        | Carlos Verona             | Espagne                   | Lidl-Trek                     | 61 pts                    |
| 6e                        | Chris Harper              | Australie                 | Team Jayco AlUla              | 60 pts                    |
| 7e                        | Richard Carapaz           | Équateur                  | EF Education-EasyPost         | 47 pts                    |
| 8e                        | Romain Bardet             | France                    | Team Picnic-PostNL            | 47 pts                    |
| 9e                        | Isaac Del Toro            | Mexique                   | UAE Team Emirates XRG         | 45 pts                    |
| 10e                       | Pello Bilbao              | Espagne                   | Bahrain Victorious            | 42 pts                    |

### Classement du meilleur jeune
| Classement du meilleur jeune | Classement du meilleur jeune | Classement du meilleur jeune | Classement du meilleur jeune | Classement du meilleur jeune |
| Coureur                      | Coureur                      | Pays                         | Équipe                       | Temps                        |
| ---------------------------- | ---------------------------- | ---------------------------- | ---------------------------- | ---------------------------- |
| 1er                          | Isaac Del Toro               | Mexique                      | UAE Team Emirates XRG        | 79 h 22 min 38 s             |
| 2e                           | Giulio Pellizzari            | Italie                       | Red Bull-Bora-Hansgrohe      | + 5 min 32 s                 |
| 3e                           | Max Poole                    | Royaume-Uni                  | Team Picnic-PostNL           | + 14 min 19 s                |
| 4e                           | Davide Piganzoli             | Italie                       | Team Polti VisitMalta        | + 23 min 57 s                |
| 5e                           | Antonio Tiberi               | Italie                       | Bahrain Victorious           | + 42 min 08 s                |
| 6e                           | Embret Svestad-Bårdseng      | Norvège                      | Arkéa-B&B Hotels             | + 1 h 02 min 44 s            |
| 7e                           | Edoardo Zambanini            | Italie                       | Bahrain Victorious           | + 1 h 22 min 03 s            |
| 8e                           | Marco Frigo                  | Italie                       | Israel-Premier Tech          | + 1 h 28 min 24 s            |
| 9e                           | Gianmarco Garofoli           | Italie                       | Soudal Quick-Step            | + 1 h 49 min 57 s            |
| 10e                          | Igor Arrieta                 | Espagne                      | UAE Team Emirates XRG        | + 1 h 56 min 19 s            |

### Classement par équipes
| Classement par équipes | Classement par équipes     | Classement par équipes | Classement par équipes |
| Équipe                 | Équipe                     | Pays                   | Temps                  |
| ---------------------- | -------------------------- | ---------------------- | ---------------------- |
| 1re                    | UAE Team Emirates XRG      | Émirats arabes unis    | 238 h 16 min 27 s      |
| 2e                     | Bahrain-Victorious         | Bahreïn                | + 58 min 40 s          |
| 3e                     | Team Visma \| Lease a Bike | Pays-Bas               | + 1 h 15 min 37 s      |
| 4e                     | XDS Astana Team            | Kazakhstan             | + 1 h 46 min 40 s      |
| 5e                     | Tudor Pro Cycling Team     | Suisse                 | + 1 h 52 min 53 s      |
| 6e                     | Movistar Team              | Espagne                | + 1 h 52 min 56 s      |
| 7e                     | Team Picnic-PostNL         | Pays-Bas               | + 2 h 25 min 21 s      |
| 8e                     | Red Bull-BORA-hansgrohe    | Allemagne              | + 2 h 52 min 52 s      |
| 9e                     | Israel-Premier Tech        | Israël                 | + 3 h 06 min 01 s      |
| 10e                    | Ineos Grenadiers           | Royaume-Uni            | + 3 h 09 min 08 s      |

## Abandons
Aucun abandon.